# Malphas
Na demonologia, Malphas é o Poderoso Grande Presidente (um Príncipe para alguns autores) do Inferno, que tem quarenta legiões de demónios sob seu comando. Ele constrói casas, torres altas e fortalezas e desaba os edifícios dos seus inimigos. Pode destruir os inimigos "(conforme desejos ou pensamentos do mago) e destruir tudo o que seus inimigos fizerem. 
Dá bons familiares, e pode levar rapidamente artífices acompanhado de todos os lugares do mundo. Malphas aceita de bom grado e de forma gentil qualquer sacrifício que lhe é oferecido, mas depois engana o mago.

Ele é retratado como um corvo que, após um certo tempo ou sob pedido do mago, muda para a forma de um homem, e fala com uma voz rouca. 